# 百五証券
百五証券株式会社（ひゃくごしょうけん、Hyakugo Securities Company Limited）は、三重県津市に本店を置く、百五銀行の完全子会社の証券会社である。

## 概要
百五銀行において取扱っていた投資信託に加え、現物株式など銀行では取扱えない商品のラインナップ拡充のために2009年（平成21年）8月14日に設立され、翌年3月2日より三重県津市で営業を開始した。
百五銀行の地盤である三重県内に支店を設置する他、同行の支店においても金融商品の仲介を行っている。対面での営業スタイルを重視する観点からインターネットによる取引は行われていない。

## 沿革
- 2009年（平成21年）8月14日 - 三重県津市にて設立。
- 2010年（平成22年）
  - 3月2日 - 営業開始。
  - 9月13日 - 伊勢市の百五銀行伊勢支店内に伊勢支店開設。
- 2015年（平成27年）9月 - 本社ならびに本社営業部を津市岩田21番27号に移転

## 営業拠点
- 本店営業部 - 三重県津市東丸之内33番1号　津フェニックスビル2階
- 伊勢支店 - 三重県伊勢市岡本一丁目3番3号（百五銀行伊勢支店内）
- 四日市支店 - 三重県四日市市諏訪栄町6番4号（百五銀行四日市駅前支店2階）

など8拠点。

## 取扱い商品
投資信託、国内株式、外国債券、国内債券

## グループ会社
- 百五銀行
- 百五ディーシーカード
- 百五リース
- 百五経済研究所
- 百五コンピュータソフト
- 百五ビジネスサービス
- 百五管理サービス
- 百五不動産調査
- 百五オフィスサービス
- 百五スタッフサービス